# Loddy Lo
Loddy Lo is een single van de Amerikaanse zanger Chubby Checker geschreven voor zijn Nederlandse vrouw Rina Lodders.

## Tracklist

### 7" Single
Cameo Parkway 10 526 AT
1. "Loddy Lo"
2. "Hooka Tooka"

## Hitnotering
| Loddy Lo                   | Loddy Lo              | Loddy Lo | Loddy Lo | Loddy Lo | Loddy Lo | Loddy Lo |
| Hitlijst                   | Datum van binnenkomst | Week:    | 1        | 2        | 3        |          |
| -------------------------- | --------------------- | -------- | -------- | -------- | -------- | -------- |
| Tijd Voor Teenagers Top 10 | 18-1-1964             | Positie: | 10       | 8        | 9        | uit      |